# Haleciidae
Haleciidae is een familie van neteldieren uit de klasse van de hydroïdpoliepen (Hydrozoa). Soorten uit deze familie komen voort uit een kruipende hydrorhiza en vormen meestal rechtopstaande vertakte kolonies, hoewel de kolonies van sommige soorten stolonaal zijn. Hun gonoforen zijn typisch sporosacs, die afzonderlijk of gebundeld in een glomulus groeien. Ze blijven vastzitten aan de hydroïdpoliep of breken af om passief te worden weggedreven; bij een paar zijn de gonoforen naakt.
Sommige raadselachtige actief zwemmende medusa zijn voorlopig in deze familie geplaatst als een soort "afvalbak"-taxon. Als de bijbehorende hydroïdpoliep ergens anders blijken te horen, moeten ze naar die familie en dat geslacht worden verplaatst. De relaties van deze vrij kleine maar onderscheidende gelijkenis met andere families van Leptothecata zijn momenteel niet goed begrepen. De familie Lovenellidae blijkt echter vaak het hydroïdpoliep-stadium te bevatten van medusa die vroeger in de familie Haleciidae werden geplaatst.

## Geslachten
- Halecium Oken, 1815
- Nemalecium Bouillon, 1986